# Surdisorex
Surdisorex är ett släkte i familjen näbbmöss med två arter som förekommer endemisk i Kenyas bergstrakter. Släktet räknades tidigare som undersläkte till släktet Myosorex.

## Beskrivning
Individerna är anpassade till en delvis underjordisk levnadssätt. Öronen är små och nästan helt gömd i pälsen, svansen är kort och de främre fötterna är stora och kraftiga. Den långa grova pälsen är på ovansidan brunaktig och på buken ljusare. Även svansen är tvåfärgad. Hos äldre individer syns ibland en mörkare längsgående strimma på ryggens mitt.
Släktet förekommer uteslutande på bergsslutningar i Kenya. Individerna vistas i våta skogar mellan 2 800 och 3 300 meter över havet. De bygger tunnlar och livnär sig främst av daggmaskar.
Arterna är:
- Surdisorex norae lever i bergstrakter väster om Mount Kenya men inte på själva vulkanen, arten listas som sårbar (vulnerable).
- Surdisorex polulus är bara känd från tre individer som hittades på Mount Kenya, listas likaså som sårbar.